# Mariano Bartelmi
Mariano Bartelmi García Cueto (Sama de Langreo, Asturias, 22 de julio de 1938 - Avilés, Asturias, 18 de abril de 2012) fue un futbolista español que jugó en la posición de portero.

## Trayectoria
A los 16 años debutó con el Círculo Popular de La Felguera, proclamándose campeón de Asturias en 1954, luego jugó en los equipos asturianos del SD Santiago de Carbayín -ascendió a Tercera División-, el Club Langreano de Sama y el Club Deportivo Turón; después, en Aragón formó parte del SD Arenas y del Real Zaragoza. En 1962 fue fichado por el Racing de Santander y debutó en Segunda División el 5 de febrero de 1963 ante el Club Deportivo Basconia, pero al no contar con muchas oportunidades se marchó al Club Deportivo Abarán, equipo murciano que jugaba en Segunda División, tras una buena campaña volvió al Racing de Santander. Formó parte del CD Ensidesa entre 1965 y 1971.

## Clubes
| Equipo                         | País   | Año       |
| ------------------------------ | ------ | --------- |
| Círculo Popular de La Felguera | España | 1953-1954 |
| SD Santiago de Carbayín        | España | 1955-1957 |
| Club Langreano de Sama         | España | 1957-1958 |
| Club Deportivo Turón           | España | 1958-1960 |
| SD Arenas                      | España | 1960-1961 |
| Real Zaragoza                  | España | 1961-1962 |
| Racing de Santander            | España | 1962-1963 |
| Club Deportivo Abarán          | España | 1963-1964 |
| Racing de Santander            | España | 1964-1965 |
| Club Deportivo Ensidesa        | España | 1965-1971 |